# Овчинников, Роберт Васильевич
Роберт Васильевич Овчинников (род. 16 мая 1943, Мезень, Архангельская область) — советский игрок в хоккей с мячом. Соавтор «Компливита».

## Карьера
С 1957 года играл в хоккей с мячом в архангельском «Труде». В 1959 году в составе сборной команды области выступал на зональных соревнованиях в г. Ярославле, где был признан лучшим полузащитником турнира. В этом же году поступил в медицинский институт, увлекся хоккеем с шайбой. Успешно играл в командах «Буревестник» и «Спартак» — 2-я лига класса «Б».
Ещё в студенческие годы был склонен к тренерской деятельности. Среди его первых учеников были ставшие в дальнейшем именитыми юные Георгий Канарейкин, Александр Скирденко и Виталий Петровский. Позднее в хоккейную секцию пришли Сергей Некрасов и Сергей Попов.
В высшей лиге в составе «Водника» с перерывом выступал с 1965 по 1980 год. Свой первый матч сыграл 20 января 1966 года против красноярского «Енисея». В «Воднике» за 12 сезонов в высшей лиге провёл 284 матча, забил 12 мячей. По итогам сезона 1968 года назван в числе 33 лучших хоккеистов страны.
В 1975—1978 годах выступал в первой лиге в составе северодвинского «Севера», провёл 89 матчей и забил 20 мячей. В 1977 году на финальном турнире команд первой лиги в Новосибирске был признан лучшим защитником.

## Тренерская карьера
Окончив игровую карьеру работал тренером. Возглавлял коллектив мастеров «Водника» в течение четырёх сезонов — 1980 по 1984 гг. В сезоне 1991—1992 тренировал столичный клуб «Фили», выступавший в первой лиге.
В 2009 году выдвигал свою кандидатуру на выборах Президента Федерации хоккея с мячом России

## Образование и работа
Имеет три высших образования. В 1965 окончил Архангельский государственный медицинский институт (в 1987 году получил 3-х месячную специализацию в Москве, в ЦОЛИУВе на кафедре радиационной гигиены), в 1990 году Архангельский государственный педагогический институт и в 1992 году Высшую школу тренеров в Москве.
С 1961 года тренер по хоккею с мячом и футболу Архоблсовета ДСО «Спартак», команды по хоккею с шайбой АГМИ, методист по лечебной физкультуре в Архангельском областном врачебно-физкультурном диспансере.
С 1965 года врач врачебного контроля Арх. обл. ВФД, преподаватель АГМИ по врачебному контролю и АГПИ — десмургии.
С 1969 года судовой и флагманский врач Северной Бассейновой санэпидемстанции.
С1971 года инструктор по спорту — врач хоккейной команды Севбассовета ДСО «Водник», врач станции скорой помощи, врач и тренер по хоккею с мячом спортивного клуба «Север» г. Северодвинск, старший тренер хоккейной команды мастеров «Водник» г. Архангельск.
С 1984 года санитарный врач по радиационной гигиене Архангельской областной СЭС, тренер по хоккею с мячом ДЮСШ «Водник», тренер-преподаватель самоокупаемой группы ОФП центрального стадиона «Труд» г. Архангельск.
С 1990 года слушатель высшей школы тренеров ГЦОЛИФКа, тренер команды 1-й лиги по хоккею с мячом «Фили» г. Москва, тренер по флорболу и ринкболу СК «Фили», тренер по флорболу центра детского творчества г. Лосино-Петровский Московской области, врач и тренер ДЮСШ г .Лосино-Петровский по хоккею с мячом и футболу, индивидуальный предприниматель, тренер по флорболу и врач плавательного бассейна в г. Тель-Авив государства Израиль, врач хоккейной команды г. Электросталь Московской области по индорхоккею.
С 2006 года менеджер международного банка «Сенатор», Евроситибанка, ООО «М-Сити дивелопмент» и в настоящее время ООО «Ява Строй», а также генеральный директор ООО «Корона» с видами деятельности:
— научные исследования и разработки в области естественных и технических наук;
— научные исследования и разработки в области общественных и гуманитарных наук;
— прочая деятельность по техническому контролю, испытанию и анализу;
— прочая деятельность по охране здоровья;
— прочая деятельность в области спорта.

## Общественная деятельность
- Член президиума и председатель тренерского Совета Архангельской областной Федерации хоккея с мячом 1985—1990 г.г.
- Главный тренер молодежной сборной команды России по ринкболу, тренер мужской сборной команды России по флорболу 1995 г.

## Научная и творческая деятельность
- Автор 6 научных статей;
- Подготовил 3 учебно-методических пособия для ДЮСШ по флорболу, футболу и хоккею с мячом;
- Автор 2-х изобретений в спорте: Устройство для контроля геометрических параметров объектов 1982 г. и устройство для разъемного соединения конька с ботинком 1983 г.;
- Автор 2-х дипломных работ по психологии и педагогике спорта: "Психолого-педагогические аспекты работы с командами по хоккею с мячом 54 с 1990 г. ", «Анализ соревновательной деятельности игроков высокой квалификации по хоккею с мячом 47 с. 1992 г.

## Звания
Мастер спорта СССР по хоккею с мячом 1968 г. — по итогам сезона 1967—1968 г.г.

## Семья и хобби
Отец двоих дочерей. Старшая Васильева-Овчинникова Лидия Робертовна 1968 г. рождения. Младшая Овчинникова Екатерина Робертовна 1993 года рождения. Екатерина бронзовый призер Всемирной Олимпиады 2016 г. в г. Эрфурт (Германия), 4-х кратная чемпионка России по карвингу. Фалерист.